# Dendropsophus grandisonae
Dendropsophus grandisonae és una espècie de granota que viu a Guyana.